# 提摩太前书第2章
提摩太前书2章是《新约圣经·提摩太前书》中的一章。
该章可以分为2部分：
1-7节：为人得救的祷告。在这一段，作者保罗首先强调祷告对于教会的重要性，提醒他年轻的同工提摩太，教会的长老应当作的第一件事就是祷告：“第一要为万人祈求、祷告、代求、感谢。”；有些圣经教师强调，要有正确的教会生活，第一个必备的条件就是祷告。不祷告乃是罪。不要闲谈，不要批评，也不要未经透彻祷告，立刻去看望人，或称赞与批评某人，做任何决定。随后保罗指出，这样的代求，以及为君王和一切有权位的祷告，结果就会带来敬虔庄重、平静安宁的生活。不少圣经学者都指出，这里的平静安宁（和合本译为“平安无事”）不仅是指外部环境的平安，也是指内心的安定。
在2章4节，保罗说，“神愿意万人得救，并且完全认识真理”。强调所有得救的人都应该对真理都该有完全的认识，完整的领会。如此，才可能对付教会的堕落。
8-15节：教会中正常的生活。其中在第8节，保罗希望男人“无忿怒，无争论”，克制情感与心思，“举起虔圣的手，随处祷告”。有些圣经教师强调，基督徒如果无法在某地方祷告，就不该在那个地方。
随后，保罗用了7节经文（9-15节）说到女人：要以正派合宜、廉耻自守的美德妆饰自己，“不以编发、黄金、珍珠、或贵价的衣服，妆饰自己”；要“安静学习，凡事服从”男性信徒，“不许女人施教，也不许她揽权辖管男人”；如果女人活在安静、信、爱、圣别兼自守中，将会藉着生产得救。有些圣经教师强调，女性基督徒应当尽可能地遮盖自己的身体，不应暴露身体。